# Giacomo Lauro
Giacomo Lauro, né à une date inconnue et mort au plus tard en 1650, est un graveur et imprimeur italien actif à Rome entre 1583 et 1645.

## Biographie et œuvre

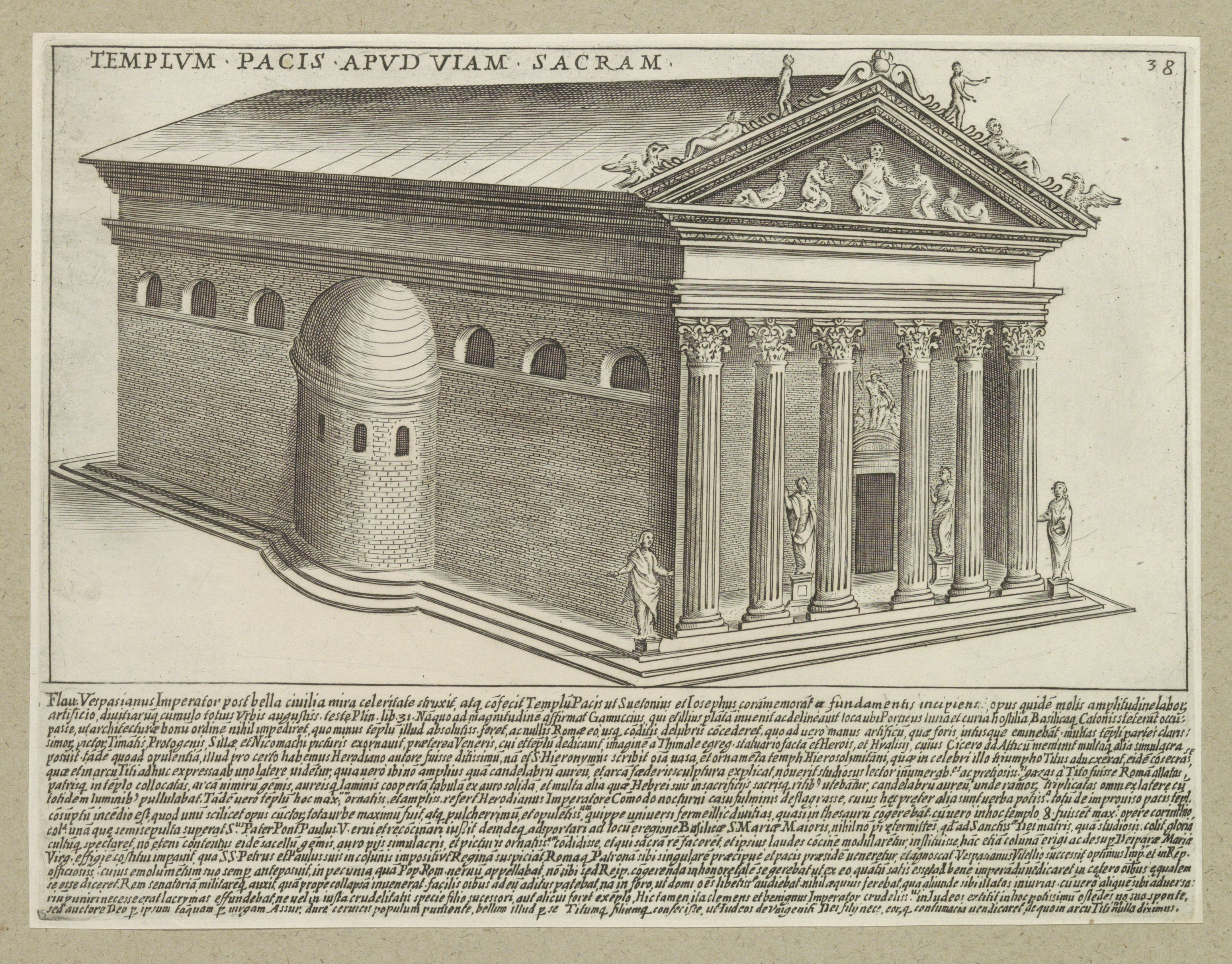
Le temple de la Paix vu par Giacomo Lauro.

La biographie de Giacomo Lauro, très imprécise, n'est connue qu'au travers de ses productions. Il semble toutefois né à Rome.
Son chef-d'œuvre est l'Antiquae Urbis Splendor, une carte publiée par étapes à partir de 1612. Il y fait figurer des représentations des temples de la Rome antique et des principaux monuments de la capitale, parmi lesquels le Colisée et le mausolée d'Auguste. Dans les volumes édités en 1614 et 1615, Lauro indique qu'il travaille sur cette œuvre depuis 28 ans, soit des travaux initiés vers 1586.